# Miră topografică

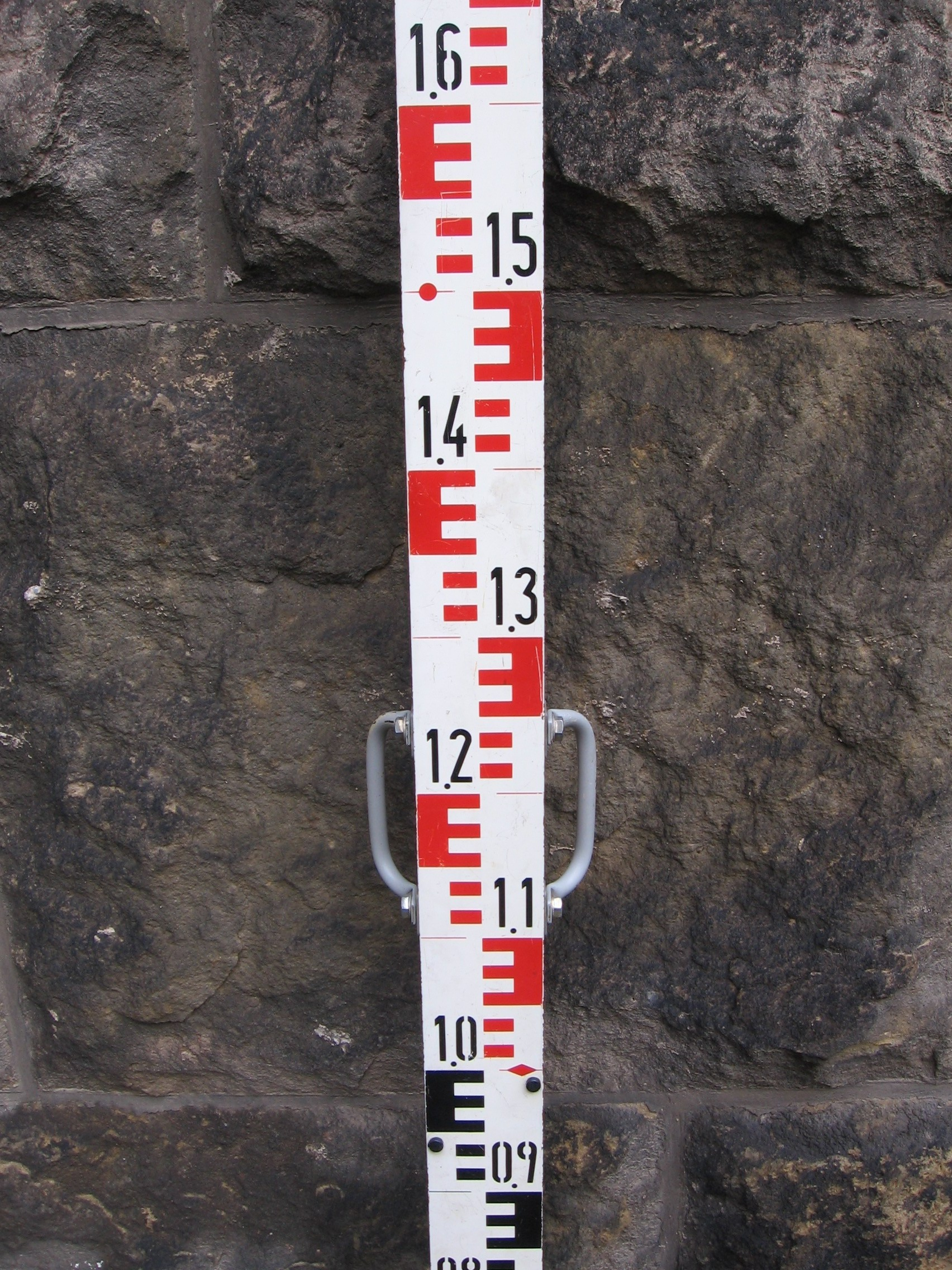
Miră topografică clasică

Mira topografică numită și stadie este o riglă gradată, utilizată în măsurătorile topografice.

Măsurarea indirectă a distanțelor cu mira topografică

Mira se așează, de obicei vertical, în punctul vizat și se citește pe ea înălțimea planului de viză față de nivelul punctului vizat (în cazul măsurăorilor de nivelment) sau numărul de gradații prins între firele stadimetrice (în cazul măsurătorii indirecte a distanțelor).
Mirele utilizate până prin anii '70 ai secolului trecut erau fabricate din lemn și erau pliabile (aveau o balama la mijloc) pentru a fi mai ușor de transportat, dar asta le făcea să fie instabile și genera erori la citirile efectuate de operator. Gradațiile erau aplicate pe lemn prin vopsire, iar imaginea era inversată deoarece aparatele cu care se făceau măsurătorile (teodolite, nivele etc.) aveau obiective optice care vedeau imaginile inversate, ceea ce în zilele noastre nu mai este cazul.
Ulterior au apărut mirele din aluminiu, pliabile sau telescopice, sau din fibră de sticlă. Pentru o mai mare acuratețe, există mire cu bandă de invar, un aliaj cu un coeficient de dilatare termică foarte redus, care pot fi utilizate cu o nivelă digitală de mare precizie. Au gradațiile sub formă de cod de bare și sunt făcute dintr-o singură bucată. Sunt disponibile în lungimi diferite, de exemplu, trei metri pentru utilizare curentă sau un metru pentru măsurători în subteran. Pentru o mai mare stabilitate pot fi sprijinite cu un trepied sau cu bastoane speciale.
De obicei mirele au  înălțimi de 2-4 m și sunt gradate în metri, decimetri și centimetri, iar citirea se aproximează la milimetri. Gradațiile mirelor încep întotdeauna din partea de jos denumită talpa mirei și sunt alternative, de la un metru la altul, roșii și negre. Pentru a putea fi ținută vertical mira este prevăzută cu o nivelă cu bulă de aer.

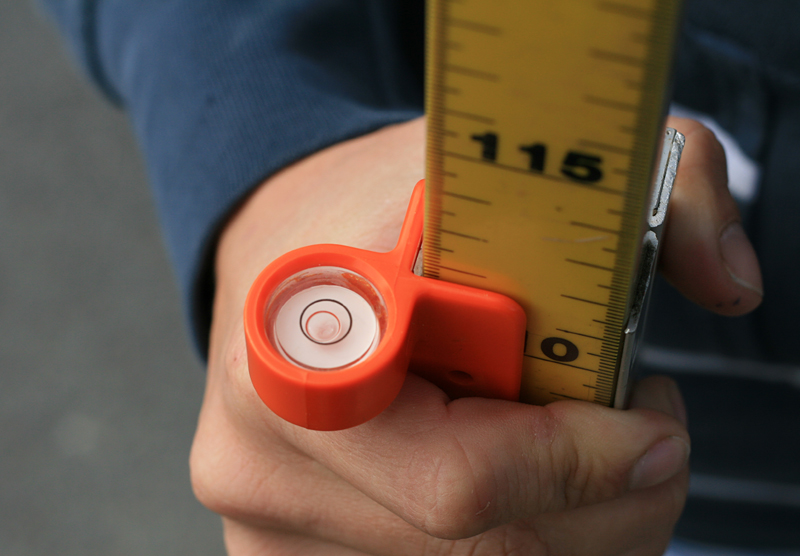
Nivelă cu bulă de aer atașată unei mire
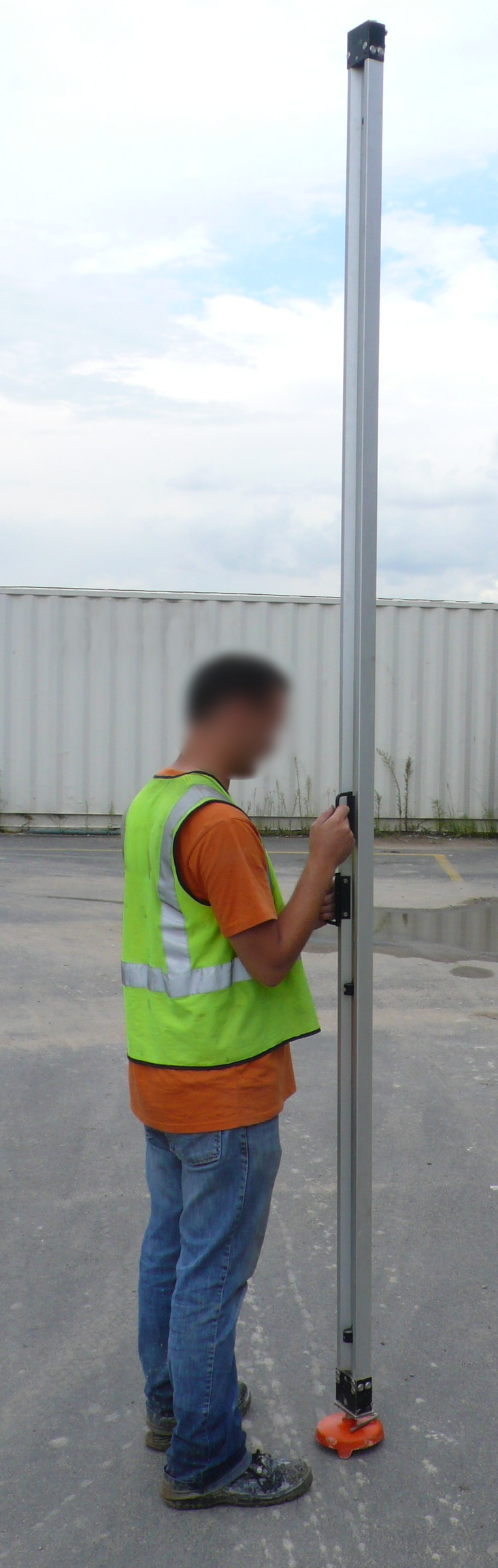
Miră de invar ținută vertical de un operator
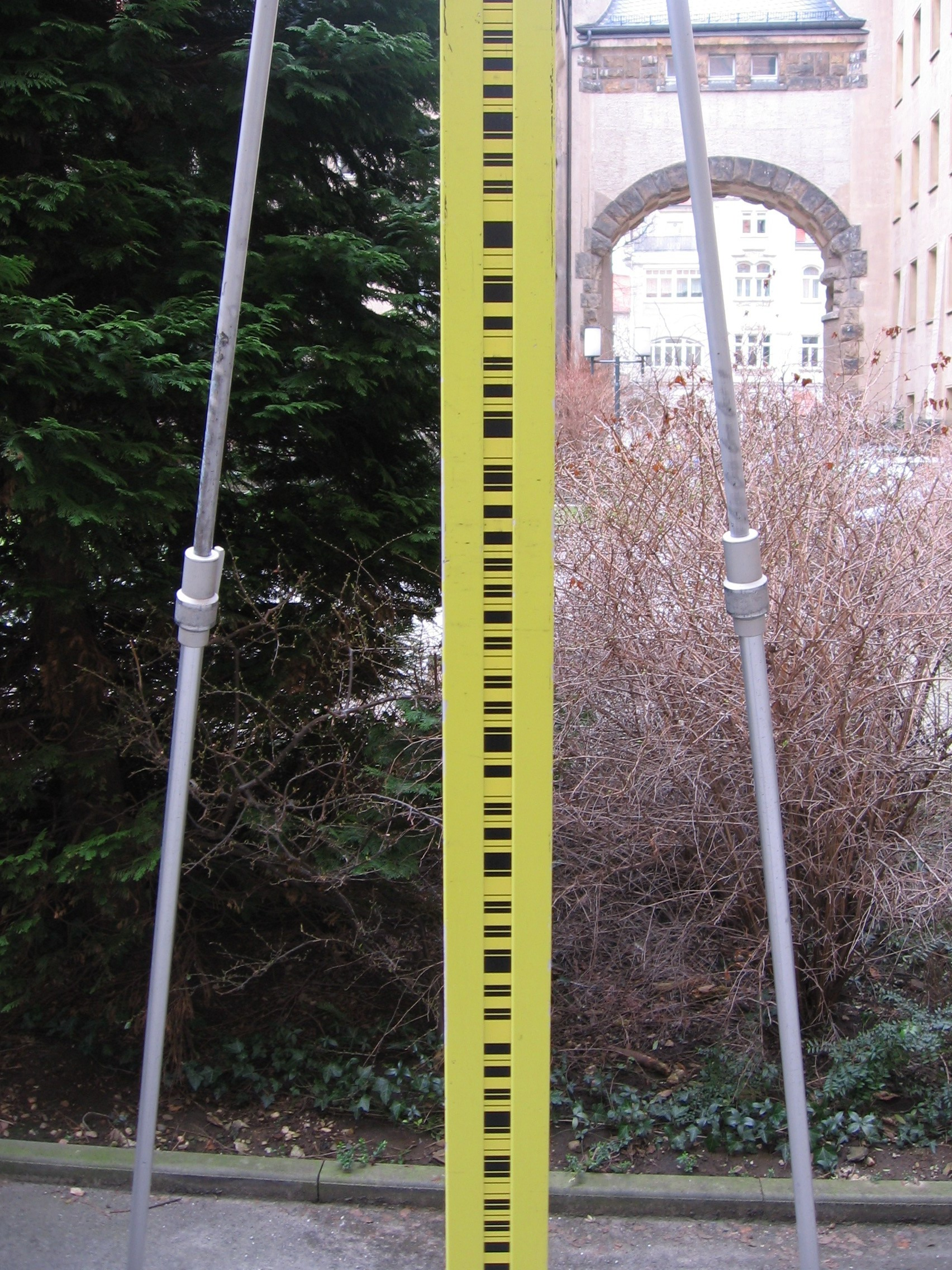
Miră de invar cu cod de bare sprijinită cu bastoane

## Legături externe
- „miră” la DEX online

- „stadie” la DEX online